# Gaspar Drummond
Senador, Gaspar Vasconcellos Menezes de Drummond Filho, mais conhecido como Gaspar Drummond (? – 25 de maio de 1906), filho do Brigadeiro  Gaspar de Menezes  e Vasconcelos de
Drummond,*32.11.1791 R.J. +30.7.1865 Recife  e de Joaquina Freire Mendonça, foi um advogado, jornalista e político brasileiro. Foi senador de 1893 a 1894, pelo Estado de Pernambuco. Também exerceu o mandato de deputado estadual entre 1894 e 1896. Casado com Felippa Cavalcanti de Albuquerque Uchoa.